# Amauri
Amauri Carvalho de Oliveira (n. 3 iunie 1980 în Carapicuíba, Brazilia), cunoscut ca Amauri, este un jucător italian de fotbal care în prezent este liber de contract. 
A mai jucat în trecut pentru AC Bellinzona, Parma, Napoli, Piacenza, Empoli, Messina, Chievo Verona, Palermo, Juventus și Fiorentina. El joacă pentru Naționala de Fotbal a Italiei.

## Cariera
Amauri a fost crescut de Palmeiras, clubul din statul său natal São Paulo, dar nu a impresionat. S-a mutat în Santa Catarina pentru a lucra unde a jucat în a doua divizie din Santa Catarina la echipa Santa Catarina până în anul 2000. Santa Catarina Clube a fost invitat la Torneo di Viareggio din Italia, unde a fost remarcat de scouteri și a semnat cu AC Bellinzona, pentru care a marcat un gol în cinci meciuri.
În sezonul și-a început aventura italiană în Serie A odată cu transferul la Parma, care l-a împrumutat și la Napoli. A mai fost împrumutat la Piacenza în Serie A în sezonul 2001–02, la Messina în Serie B campionatul 2002–03, apoi a jucat trei sezoane la echipa Chievo Verona, din 2003 până în 2006.
Pe 31 august 2006, în ultima zi a perioadei de transferuri a verii, Amauri a fost vândut la Palermo pentru suma de 9 milioane de euro. Încă de la debutul în echipa siciliană, Amauri a devenit un jucător de bază, marcând opt goluri în primele 18 partide, până în decembrie 2006. O accidentare grava la genunchi în partida cu Siena l-a împiedicat să joace timp de șapte luni, dar a revenit la începutul sezonului 2007-2008, fiind titularizat încă din prima etapă împotriva celor de la AS Roma. A reușit să înscrie primul gol din respectivul campionat un meci mai târziu, în victoria 4-2 din deplasarea de la Livorno.
Pe 30 mai 2008 Juventus l-a achiziționat pe Amauri în schimbul lui Antonio Nocerino, coproprietatea lui Davide Lanzafame și 15 milioane de euro. Brazilianul a impresionat încă din perioada de pregătire din presezon, reușind să înscrie 5 goluri la primul său meci sub culorile lui Juve, în victoria 7-0 cu AC Mezzocorona. Au urmat goluri în partidele cu Brondby și Borussia Dortmund. A început bine sezonul, marcând 6 goluri în primele 12 prezente, fiind golgheterul echipei după primele 6 etape. A debutat oficial pentru torinezi în turul din preliminariile Champions League, Juventus - Artmedia 4-0, pe 13 august 2008. Împreună cu Alessandro Del Piero, David Trezeguet și Vincenzo Iaquinta, Amauri a format una dintre cele mai bune ofensive din Serie A. De la 1 septembrie 2014 joacă la Torino.

## Bilbiografie
- Aurelio, Benigno (2009). Amauri Carvalho De Oliveira. Dal Brasile alla Juve per coronare un sogno. Italy: Limina. p. 135. ISBN 978-88-6041-072-6.